# Nieznachowo
Nieznachowo (kaszb. Nieznachòwò, niem. Nesnachow) – kolonia w Polsce położona w województwie pomorskim, w powiecie lęborskim, w gminie Wicko.
W latach 1975–1998 miejscowość administracyjnie należała do województwa słupskiego.